# Meringis dipodomys
Meringis dipodomys är en loppart som beskrevs av Kohs 1938. Meringis dipodomys ingår i släktet Meringis och familjen mullvadsloppor. Inga underarter finns listade i Catalogue of Life.